# Cayo Sulpicio Úrsulo

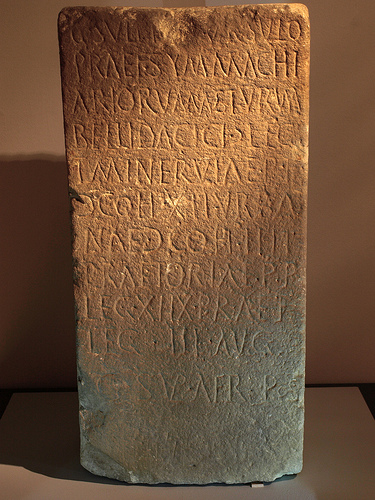
Lápida de Cayo Sulpicio Úrsulo. Museo Arqueológico de Asturias, Oviedo.

Cayo o Gayo Sulpicio Úrsulo (en latín, Gaius Sulpicius Ursulus) fue un militar astur que alcanzó prestigio dentro del ejército romano durante la época del emperador Trajano. Posiblemente tuviese su lugar de nacimiento en Ujo (Mieres, Asturias), donde fue encontrada la tumba de este astur de nombre latino. Sirvió como praefectus de la Legio III Augusta, acuartelada en Lambaesis, en las tierras de la actual Argelia.

## Carrera militar
Nada sabemos del lugar en que Úrsulo comenzó su servicio militar en las legiones romanas, ya que su historial no se refleja en la lápida de Ujo hasta llegar a su primer cargo oficial. En todo caso, éste fue el de centurión de la Legio I Minerva Pia Fidelis, cuyo acuartelamiento estaba en Bonna a orillas del fronterizo Rin. Tras su estancia en la Germania Inferior, asciende a centurión de la Cohors XII Urbana, cohorte compuesta por las mejores tropas de élite, cuya misión era la vigilancia y cuidado de la defensa de Roma, capital del Imperio, de donde venía la denominación Urbana.
Asciende rápidamente, pasando de esta escogida unidad a otra aún más selecta y la de mayor prestigio dentro del ejército de Roma: los pretorianos. Úrsulo pasó de centurión de la guarnición urbana de Roma a igual cargo de la Cohors IV Praetoria, la guardia personal del emperador, que unos autores suponen que sería la del hispano Trajano (98-117) y otros piensan que habría sido Cómodo (hacia el año 180, a finales del siglo II).
Asciende más tarde, pasando de centurión de los pretorianos a primípilo de la Legio XXII Primigenia, cuyo acuartelamiento estaba en Mogontiacum. De esta, pasa a la Legio III Augusta, ascendiendo a praefectus, estando acuartelado en Lambaesis, al pie de la cordillera del Atlas, cuyos pasos al Sáhara vigilaba, en lo que actualmente es Argelia.
Del norte de África, con el desencadenamiento de las guerras dacias, se envía al combate a una unidad de symmachiarii astures, una extraña fuerza auxiliar que solía encuadrar a soldados absolutamente irregulares y casi no romanizados (por lo que se podría deducir que encaja más en los tiempos de Trajano que en los de Cómodo), que no debían de ser nada fáciles de manejar, por lo que necesitaban oficiales con mucha veteranía y experiencia.
Tras la conversión de Dacia en provincia romana, Úrsulo termina su carrera militar (muy posiblemente por cuestiones de edad) y recibe su honesta missio.

## Yacimiento de su tumba
El 23 de julio de 1919, un grupo de obreros realizaba trabajos para ampliar la estación del ferrocarril del norte en Ujo, cuando al remover la tierra se encontraron con varias piedras escritas. Una de ellas había sido dedicada a Cayo Sulpicio Úrsulo por quien seguramente era su hijo, llamado Cayo Sulpicio Africano. La otra, dedicada por el mismo personaje, era un ara votiva a un dios indígena asturiano, llamado Nimmedo Seddiago. Sin saberlo, Sulpicio Africano ha dejado dos inapreciables testimonios: el de uno de los pocos dioses astures cuyo nombre ha llegado hasta nosotros, y el de su padre: el asturiano que - al menos del que se tiene noticia- más lejos llegó en la carrera militar al servicio de Roma.[cita requerida]
Todo su cursus honorum está reflejado en su lápida en orden directo, partiendo del más bajo, hasta llegar al de prefecto de la legión, oficial asimilado al cargo de tribuno militar, y encargado de velar por el campamento legionario.
Una curiosidad en su lápida es que cuando se refieren a la "Legio XVIII", aparece escrita como "Legio XIIX".